# Gran Paradiso
Gran Paradiso är ett berg och en nationalpark i Grajiska alperna i nordvästra Italien. Toppen är på 4 061 m och bestigs vanligen från Rifugio Chabod (2750 m) eller Rifugio Vittorio Emanuele II (2735 m). Berget bestegs för första gången den 4 september 1860 av J. J. Cowell, W. Dundas, J. Payot och  J. Tairraz.